# 大薩德伯里
大薩德伯里（英語：Greater Sudbury），簡稱薩德伯里（Sudbury），是加拿大安大略省北部一座城市，離首都渥太華西北偏西約483公里，省府多倫多西北偏北約390公里，四方被薩德伯里區包圍但並不隸屬該區或其他安大略省行政區劃，為一個單層次自治區。據2016年加拿大人口普查所示，薩德伯里市内人口為161531人，在全國排名第29位；都會區人口則達164689人，在全國排名第24位，全省排名第10位，並是安省北部人口最多的城市和都會區。

## 歷史
加拿大太平洋鐵路於1880年代初動工，工程於1883年伸展至此處，而項目主管占士·沃辛頓（James Worthington）則以其妻子的出生地點英格蘭薩福克郡薩德伯里為此處命名。該帶的氣候和表面地理環境欠佳，因此鐵路公司起初只將此處設為鐵路工人的臨時棲身營地，並沒有大規模開發此地的計劃。然而，鐵路工人在薩德伯里盆地進行爆破時卻發現該帶蘊存大量鎳礦和銅礦，該帶的礦業隨之急速發展，並吸引大批移民湧入。鐵路公司於1887年制定了薩德伯里的發展大綱，而薩德伯里則於1893年正式建制為鎮。
國際鎳礦公司（Inco，現淡水河谷公司一部分）和隼橋公司（Falconbridge）於20世紀初葉相繼成立，這兩間礦業公司往後躋身世上的主要鎳產商，並成為薩德伯里的經濟支柱，而該帶經濟亦跟隨環球市場對鎳的需求而上下波動。第一次世界大戰期間英國軍械生産商需要大量鎳來製造火砲，薩德伯里市面繁盛；戰後鎳需求大減令當地面臨衰退，但隨著鎳逐漸被應用於非軍事用途，當地經濟亦於1920年代中期好轉，薩德伯里亦於1930年8月4日改制為市。經濟大蕭條展開初期薩德伯里亦受影響，但鎳需求於1930年代繼續強勁，令當地市面從1933年起好轉。薩德伯里經濟再從1937年起放緩，其後隨著第二次世界大戰展開而再度興旺；市内人口在1930年代增長近74%。
薩德伯里市及其近郊於1973年脫離薩德伯里區，成為薩德伯里區域自治體（Regional Municipality of Sudbury）。1978年，國際鎳礦公司員工不滿資方裁員和減產而展開為期九個月的罷工行動，重創當地經濟；市政府其後著手拉攏其他行業到此營商，減低當地對礦業的依賴。1990年代末，安省政府改革其轄下的地方行政架構，當中包括取消薩德伯里市和薩德伯里區域自治體轄下其他鎮級政區的建制，並將薩德伯里區域自治體改制成新的大薩德伯里市，於2001年1月1日生效。

## 經濟
薩德伯里經濟於20世紀大部分時期受礦業主宰；1970年代區内四分一勞動人口受僱於國際鎳礦公司。礦業現時在市内聘用約六千名員工，而供給和支援礦務公司的企業則聘用另外一萬人；超過345家礦業供應和支援企業在市内營運。
受惠於薩德伯里作為安省東北部55萬名居民的主要區域服務樞紐，當地經濟近年亦往礦業和其他相關行業以外發展，金融、旅遊、醫療、教育、政府服務和科研等行業對區内經濟日益重要。
截止2010年11月，大薩德伯里市内最大僱主如下：
| 企業 / 機構                | 僱員數目 | 行業     |
| -------------------------- | -------- | -------- |
| 淡水河谷公司               | 4,000    | 礦業     |
| 北方醫療科學               | 3,700    | 醫療     |
| 加拿大税務局薩德伯里辦公室 | 2,800    | 政府服務 |
| 大薩德伯里市政府           | 2,166    | 政府服務 |
| 勞倫森大學                 | 1,850    | 教育     |
| 彩虹教育局                 | 1,606    | 教育     |
| 安大略省政府               | 1,500    | 政府服務 |
| 新安大略天主教教育局       | 1,443    | 教育     |
| 超達                       | 1,139    | 礦業     |

## 人口
大薩德伯里是安大略省北部人口最多的城鎮和普查都會區。據2016年人口普查，市内人口為161531人，較2011年的160274人增長0.8%。居民歲數中位數為41.1歲，較安省平均的39.0歲略高。
市内40%居民能以法語溝通。在家使用英語的居民佔全市80.1%，法語則達16.3%，遠高於安省平均的2.4%。2011年，市内81%居民為基督徒（天主教徒達59%），18%居民沒有宗教信仰，而穆斯林、猶太教徒和印度教徒則合共佔全市人口約1%。
2016年大薩德伯里3.8%居民為可見少數族裔，低於全國平均的22.3%，但市内原住民比例（12.5%）則高於全國平均的6.2%。佔全市人口多於0.5%的可見少數族裔如下：0.9%為南亞人、0.9%為黑人、0.6%為華人。
2011年大薩德伯里17.2%居民擁有大學學位，低於全國平均的23.3%。沒有任何專上學院證書或文憑的居民則佔全市人口18.1%，略高於全國平均的17.3%。
| 大薩德伯里宗教信仰分布 | 大薩德伯里宗教信仰分布 | 大薩德伯里宗教信仰分布 | 大薩德伯里宗教信仰分布 | 大薩德伯里宗教信仰分布 |
| ---------------------- | ---------------------- | ---------------------- | ---------------------- | ---------------------- |
| 宗教                   | 宗教                   |                        | 百分比                 | 百分比                 |
| 羅馬天主教徒           | 羅馬天主教徒           |                        | 59%                    | 59%                    |
| 新教徒                 | 新教徒                 |                        | 21%                    | 21%                    |
| 正教徒                 | 正教徒                 |                        | 1%                     | 1%                     |
| 沒有宗教信仰           | 沒有宗教信仰           |                        | 18%                    | 18%                    |
| 其他                   | 其他                   |                        | 1%                     | 1%                     |
| （2011年全國家居調查） |                        |                        |                        |                        |

| 族裔背景 | 人數   | 百分比 |
| -------- | ------ | ------ |
| 加拿大人 | 72,315 | 45.6   |
| 法裔     | 59,885 | 37.7   |
| 英格蘭裔 | 31,790 | 20.0   |
| 愛爾蘭裔 | 30,345 | 19.1   |
| 蘇格蘭裔 | 24,990 | 15.8   |
| 意大利裔 | 13,420 | 8.5    |

| 族裔背景 | 人數   | 百分比 |
| -------- | ------ | ------ |
| 德裔     | 12,905 | 8.1    |
| 第一民族 | 10,985 | 6.9    |
| 梅蒂人   | 8,995  | 5.7    |
| 烏克蘭裔 | 7,390  | 4.7    |
| 芬蘭裔   | 7,365  | 4.6    |
| 波蘭裔   | 4,815  | 3.0    |

| 族裔背景 | 人數   | 百分比 |
| -------- | ------ | ------ |
| 加拿大人 | 72,315 | 45.6   |
| 法裔     | 59,885 | 37.7   |
| 英格蘭裔 | 31,790 | 20.0   |
| 愛爾蘭裔 | 30,345 | 19.1   |
| 蘇格蘭裔 | 24,990 | 15.8   |
| 意大利裔 | 13,420 | 8.5    |

| 族裔背景 | 人數   | 百分比 |
| -------- | ------ | ------ |
| 德裔     | 12,905 | 8.1    |
| 第一民族 | 10,985 | 6.9    |
| 梅蒂人   | 8,995  | 5.7    |
| 烏克蘭裔 | 7,390  | 4.7    |
| 芬蘭裔   | 7,365  | 4.6    |
| 波蘭裔   | 4,815  | 3.0    |

## 交通
安大略17號、69號和144號省道皆途經大薩德伯里，當中17號和69號省道隸屬橫加公路。17號省道向東經北灣伸延至晏派亞並駁上417號高速公路通往渥太華，向西則經蘇聖瑪麗通往緬尼托巴省邊界。69號省道北起大薩德伯里，往南伸延至帕里灣並駁上400號高速公路通往巴里和多倫多；省政府計劃將薩德伯里和帕里灣之間的69號省道提升至高速公路資格並改編為400號公路，暫定於2021年完成。144號省道南起大薩德伯里，往北經101號省道伸延至蒂明斯。此外，大薩德伯里市政府亦在市内實行幹線編號系統，是安省北部唯一設立幹線編號的政區；該幹線編號系統承襲自前薩德伯里區域自治體的區道系統。
維亞鐵路提供兩條客運鐵路線服務大薩德伯里，分別為來回多倫多和溫哥華的加拿大人號客車和薩德伯里—白河鄉客車，每週各有三班列車停靠大薩德伯里。大薩德伯里市內的公共交通服務由市營的GOVA（2019年前稱為大薩德伯里交通局）營運，2012年度乘客量達440萬人次。
航空交通方面，大薩德伯里機場（Greater Sudbury Airport，IATA代碼：YSB，ICAO代碼：CYSB）提供航線來往多倫多皮爾遜國際機場和畢曉普機場、渥太華、蒂明斯、蘇聖瑪麗和雷灣。

## 教育

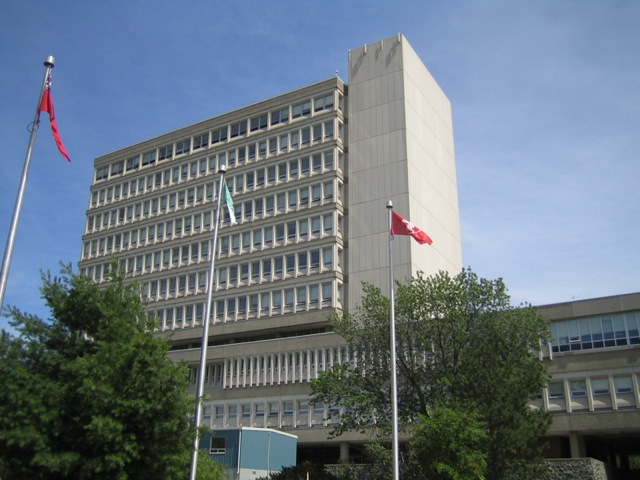
勞倫森大學

大薩德伯里有三家專上院校，分別為勞倫森大學、坎布里恩學院和北方學院。勞倫森大學以英法兩語授課，主要提供本科學位，約有九千名學生。該校於2013年在薩德伯里市中心開設麥伊雲建築學院，為全國40多年來首間開設的建築學院。此外，勞倫森大學也是北安大略醫學院的薩德伯里校園所在。坎布里恩學院為一應用藝術和科技學院，以英語授課，約有4500名全職生和7500名兼讀生。北方學院以法語授課，約有二千名學生。
為了研究太陽微中子問題，薩德伯里微中子觀測站從1999年運作至2006年，其地下實驗室則繼續用來進行其它實驗，為繼中國錦屏地下實驗室後全球第二深的地下實驗室。
基礎教育方面，市內的公立中小學以主要授課語言和宗教背景分為四個類別，並由四間不同機構營運：
- 彩虹教育局（Rainbow District School Board）：負責營運市內的英語世俗公立中小學
- 薩德伯里天主教教育局（Sudbury Catholic District School Board）：負責營運市內的英語天主教公立中小學（20間小學、4間中學、一間成人教育中心）
- 大北安大略教育局（Conseil scolaire de district du Grand Nord de l'Ontario）：負責營運市內的法語世俗公立中小學
- 新安大略天主教教育局（Conseil scolaire catholique du Nouvel-Ontario）：負責營運市內的法語天主教公立中小學

## 媒體
大薩德伯里是安省北部的媒體中心：CTV電視網北安省分台的總部位於市内，而加拿大廣播公司英語和法語電台的薩德伯里分台則透過轉播站覆蓋北安省。薩德伯里有兩份報章，分別為周一至周六發行的《薩德伯里星報》（Sudbury Star），以及周二和周四發行的《北方生活報》（Northern Life）。

### 引用書籍
- Wallace, C.M. . Dundurn. 1996. ISBN 9781459713635.

## 外部連結
- 大薩德伯里市政府官方網站：英文版（页面存档备份，存于） / 法文版（页面存档备份，存于）